# Doridostoma denotata
Doridostoma denotata är en fjärilsart som beskrevs av Diakonoff 1973. Doridostoma denotata ingår i släktet Doridostoma och familjen vecklare. Inga underarter finns listade i Catalogue of Life.